# 얼리사 서덜랜드
얼리사 서덜랜드(Alyssa Sutherland, 1982년 9월 23일 ~ )는 오스트레일리아의 배우, 모델이다.

## 출연 작품
- 유령선 : 죽은 자의 저주 (2019)
- 포춘 씨어리 (2013)
- 데이 온 파이어 (2006)
- 악마는 프라다를 입는다 (2006)